# Museo del Agrarismo Mexicano
El museo del Agrarismo Mexicano es la única institución museística en México que tiene como temática el análisis y presentación de los distintos movimientos sociales y políticos a lo largo de la historia que buscan la distribución de la tierra, es decir el agrarismo, cuya máxima expresión tuvo lugar en el siglo XX.

## Secciones
El museo se encuentra dividido en módulos, en los que a manera de línea de tiempo, presentan una breve exposición de los hechos más sobresalientes en torno a la situación ejidal y propiedad de tierras, que abarca desde la época desde el Porfiriato hasta el Cardenismo.

## Colección
Algunas de las piezas que alberga este museo son implementos agrícolas, utensilios domésticos y diversos enseres de la primera mitad del siglo XX cuyo enfoque va dirigido al campo; asimismo, se encuentra una importante y variada colección de rifles, revólveres y escopetas, entre otras armas utilizadas durante la Revolución Mexicana; monedas y billetes que circularon durante la época porfiriana y revolucionaria; importantes documentos y fotografías, entre las que destacan algunas de la expedición punitiva contra Villa, y que dan cuenta del agrarismo en México; se exhiben también objetos de uso personal de algunos líderes agraristas.
A continuación se enlistan algunos de los objetos que alberga este museo:
- Implementos de carácter agrícola y domésticos utilizados durante la primera mitad del siglo XX como máquinas de coser, planchas, quinqués, baúles, así como utensilios de cocina como anafres, ollas y metates, entre otros.
- Una importante y variada colección de revólveres, rifles, escopetas y otras armas utilizadas durante la Revolución Mexicana.
- Monedas y billetes que circularon durante las épocas porfiriana y revolucionaria.
- Documentos y fotografías que verifican el agrarismo a nivel nacional, estatal y local.
- Objetos personales de algunos líderes agraristas.

## Ubicación
Lauro Villar km. 7.5 Ejido Lucio Blanco Matamoros 87300 MX, Lucio Blanco, Matamoros, Tamaulipas.